# حسين أحمد المدني
السيد حسين أحمد المدني (6 أكتوبر 1879/ 1296 هـ - 5 ديسمبر 1957/ 1377 هـ) هو باحث إسلامي هندي، يلقبه أتباعه بـ «شيخ الإسلام، شيخ العرب والعجم،» كان عالمًا في الحديث والفقه، حصل على وسام لبادما بوشان عام 1954.
لعب مدني دورًا رئيسيًا في الخلافات السياسية بين المسلمين في الهند، كما مهد الطريق لتعاون العلماء الهنديين وتأسيس المؤتمر الوطني الهندي.

## سيرته
وُلِدَ ببلدة باكر مئو بمديرية أناؤ بأترابراديش. التحق بجامعة ديوبند الإسلامية وأخذ عن ذو الفقار علي الديوبندي، وخليل أحمد السهارنبوري، والمفتي عزيز الرحمن الديوبندي، وأخذ الفقه والحديث عن محمود حسن الديوبندي.
سافر إلى مكة المكرمة والمدينة المنورة، بصحبة والده أيام الحرب العالمية فأسره الشريف حسين بعد خروجهم على الدولة العثمانية، وتم ترحيله بصحبة شيخه محمود حسن الديوبندي إلى مصر ثم إلى مالطا أسرى لمدة ثلاثة سنين وشهرين. وفي عام 1338هـ أفرج عنه ثم عاد إلى الهند، وقام بتدريس الحديث وإلقاء المحاضرات والخطب الحماسية ضد الاستعمار الإنجليزي فتم القبض عليه مرة أخرى في جمادى الآخرة 1361هـ وسجن لمدة سنتين وعدة أشهر في سجن مراد آباد وسجن إله آباد.
توفي ببلدة ديوبند في 13 جمادى الأولى 1363 هـ.من آثاره «نقش حيات»، و«الشهاب الثاقب».